# Gillingham FC
Gillingham FC är en engelsk professionell fotbollsklubb i Gillingham. The Gills, som klubben kallas, spelar sina hemmamatcher på MEMS Priestfield Stadium. Säsongen 2012/13 vann Gillingham League Two och blev därmed uppflyttade till League One. Sedan säsongen 2022/23 spelar Gillingham i League Two.

## Historia

Klubbens ligaplaceringar från och med 1920.

Klubben grundades som New Brompton FC 1893, men namnet ändrades till Gillingham FC 1912. Man kom med i The Football League 1920, men förlorade ligatillhörigheten 1938 när Ipswich Town valdes in i ligan på Gillinghams bekostnad. När The Football League 1950 utvidgades från 88 till 92 klubbar fick Gillingham åter ligastatus.
Gillingham var 1987 mycket nära att för första gången ta sig upp till dåvarande Second Division, den näst högsta nivån i Englands ligasystem för fotboll, då Sunderland besegrades i playoff-semifinalen. I en jämn finalserie över tre matcher vann dock Swindon Town den avgörande matchen på Selhurst Park med 2–0. Bara två år senare, 1989, blev Gillingham nedflyttade till Fourth Division. Säsongen 1992/93 slutade Gillingham näst sist och undvek därmed nedflyttning till Football Conference med en hårsmån.
Säsongen 1995/96 blev Gillingham tvåa i serien och blev åter uppflyttade till den tredje nivån, som efter tillkomsten av Premier League nu fått namnet Second Division. 1999 förlorade Gillingham en dramatisk playoff-final mot Manchester City. Efter att Gillingham tagit ledningen med 2–0 när det återstod mindre än fem minuter lyckades City kvittera innan slutsignalen. Efter en mållös förlängning avgjordes matchen på straffar. Året därpå återkom Gillingham till Wembley för en ny playoff-final, denna gång var det Wigan Athletic som var finalopponent. Det blev återigen förlängning där Wigan tog ledningen, men i andra förlängningskvarten kunde Gillingham vända till seger och för första gången ta steget upp till den näst högsta nivån (First Division). Gillingham blev kvar där under fem säsonger och uppnådde under säsongen 2002/03 sin högsta placering någonsin – elva i First Division (motsvarigheten till dagens The Championship).
Bara två år senare åkte man ned i League One och man har därefter pendlat mellan League One och League Two.

## Meriter

### Liga
- The Championship eller motsvarande (nivå 2): Elva 2002/03 (högsta ligaplacering)
- League One eller motsvarande (nivå 3): Playoff-vinnare 1999/00
- League Two eller motsvarande (nivå 4): Mästare 1963/64, 2012/13; Tvåa 1973/74, 1995/96; Playoff-vinnare 2008/09
- Southern Football League: Mästare 1946/47, 1948/49; Tvåa 1947/48
- Southern Football League Division Two: Mästare 1894/95
- Kent League: Mästare 1945/46

### Cup
- Southern League Cup: Mästare 1946/47
- Kent League Cup: Mästare 1945/46
- Kent Senior Cup: Mästare 1945/46, 1947/48; Tvåa 1938/39, 1948/49, 1949/50, 1994/95

## Spelare

### Spelartrupp
| - | England | Aaron Chapman | 29 maj 1990 | Motherwell (-21) |

| 2  | England        | Ryan Jackson      | 31 juli 1990      | Colchester United (-20) |
| 5  | England        | Jack Tucker       | 13 november 1999  | Gillingham FC           |
| 14 | England        | Robbie McKenzie   | 25 september 1998 | Hull City (-20)         |
| 26 | Kongo-Kinshasa | Christian Maghoma | 8 november 1997   | Arka Gdynia (-20)       |
| 30 | England        | Harvey Lintott    | 5 mars 2003       | Gillingham FC           |
| -  | England        | David Tutonda     | 11 oktober 1995   | Bristol Rovers (-21)    |
| -  | England        | Max Ehmer         | 3 februari 1992   | Bristol Rovers (-21)    |

| 4  | England    | Stuart O'Keefe | 4 mars 1991       | Cardiff City (-19)    |
| 8  | England    | Kyle Dempsey   | 17 september 1995 | Fleetwood Town (-20)  |
| 11 | England    | Olly Lee       | 11 juli 1991      | Hearts (-21)          |
| 23 | England    | Henry Woods    | 7 september 1999  | Gillingham FC         |
| -  | Nordirland | Ben Reeves     | 19 november 1991  | Plymouth Argyle (-21) |
| -  | England    | Danny Lloyd    | 3 december 1991   | Tranmere Rovers (-21) |

| 15 | England   | John Akinde    | 8 juli 1989      | Lincoln City (-20)     |
| 16 | Skottland | Alex MacDonald | 14 april 1990    | Mansfield Town (-20)   |
| 19 | England   | Vadaine Oliver | 21 oktober 1991  | Northampton Town (-20) |
| 29 | England   | Gerald Sithole | 28 december 2002 | Gillingham FC          |

Not: Spelare i kursiv stil är inlånade.

### Utlånade spelare
| Nr | Land | Pos | Namn |
| -- | ---- | --- | ---- |